# Andira coriacea
Saint-Martin rouge
Espèce
Synonymes
- Andira wachenheimi Benoist, 1919

Andira coriacea, le Saint-Martin rouge, est une espèce de plantes à fleurs de la famille des Fabaceae. C'est un arbre tropical endémique d'Amérique du Sud, présent au Suriname et en Guyane française,,,.

## Description morphologique

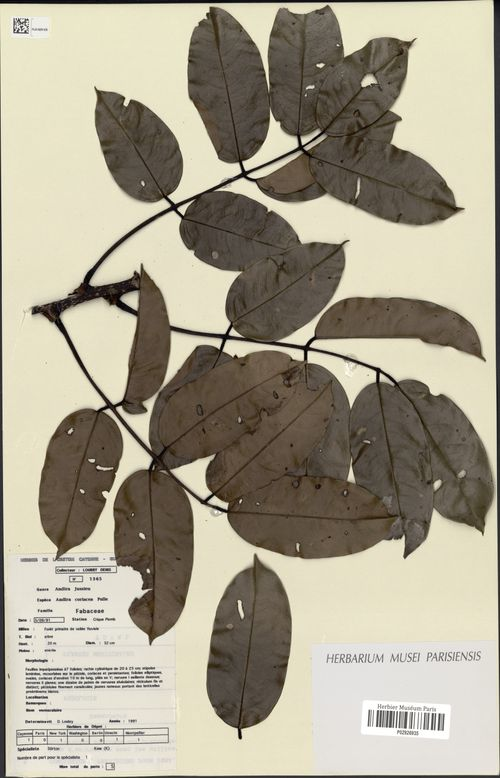
Feuilles en herbier.

Il peut atteindre 40 m de haut. Il est également présent sur le continent africain. Le tronc est généralement sans contreforts mais il peut y avoir des empattements. L'écorce externe est de couleur grise à brun sombre violacé, grumeleuse et craquelée longitudinalement. la surface est irrégulière avec une alternance de bois dur et de bois tendre. 

## Caractéristiques technologiques

### Description technologique
Le diamètre de cet arbre est en général de 60 à 90 cm et peut atteindre 110 cm. Son bois est lourd et dur. Sa densité moyenne est de 0,85 (750 à 950 kg m−3 sec ; 1 200 kg m−3 à l'état vert). Sa couleur est  brun rouge foncé au cœur avec un aspect strié. Son grain est moyen à grossier.

### Durabilité et traitement de préservation
Il est très durable aux champignons de pourriture.

## Utilisation
En charpente : entourage, queue de billard, balustre, manche de parapluie. Pont à charpente + USA construction en eau douce.
En menuiserie: intérieure labri, manches de couteau, porte d'entrée, parquet et extérieur entourage.